# Taira-jima

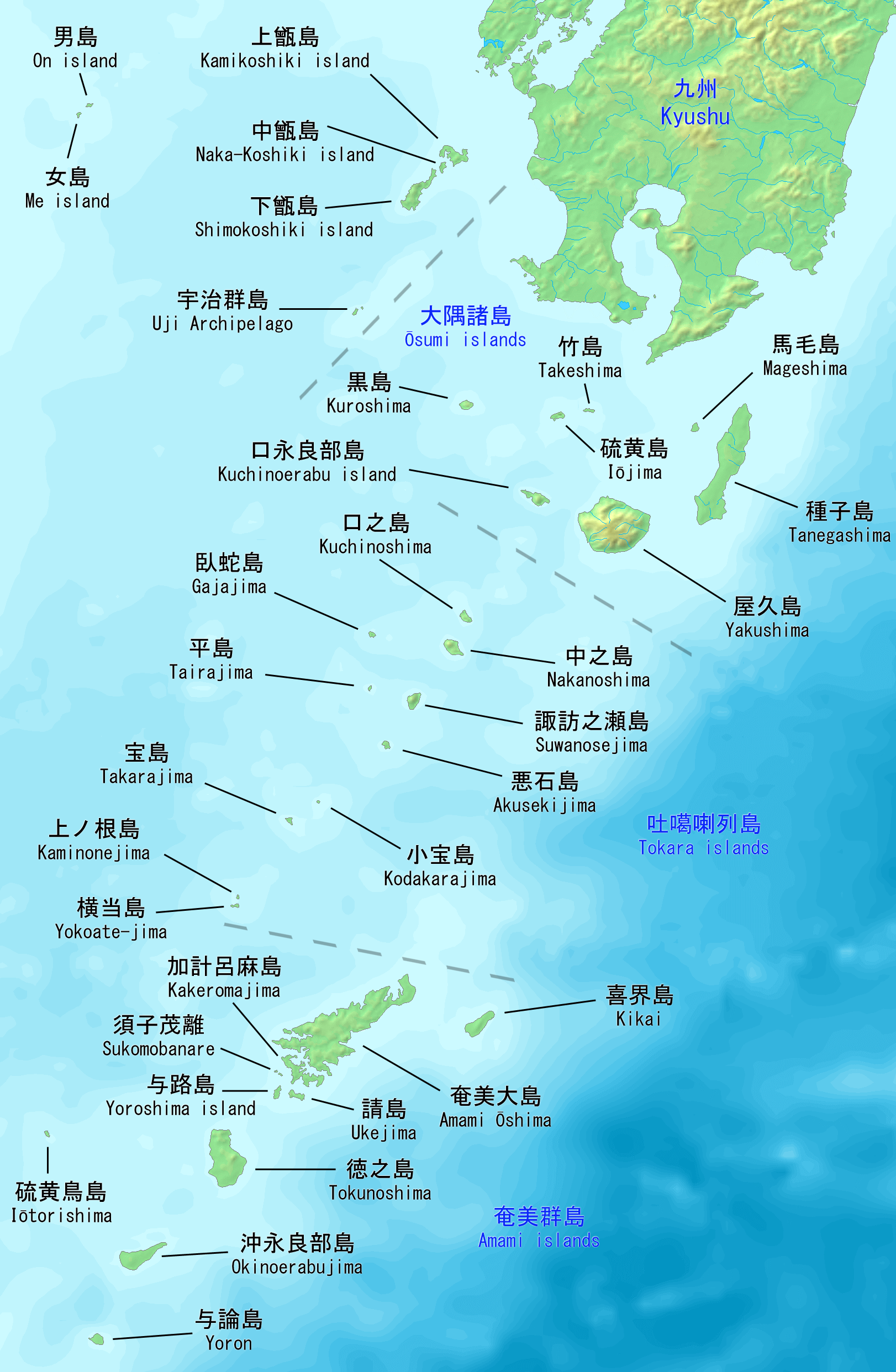
Lägeskarta, Tokaraöarna och Taira-jima i mitten

Taira-jima (japanska  (平島?) Taira-jima, "Tairaön") är en ö bland Tokaraöarna i nordvästra Stilla havet och tillhör Japan.

## Geografi
Taira-jima ligger cirka 32 kilometer sydväst om huvudön Nakano-shima och är den näst minsta ön i ögruppen. 
Ön är av vulkaniskt ursprung och har en areal om ca 2,08 km² med en längd på ca 1,5 km, ca 1 km bred och en omkrets på ca 7,23 km. Klimatet är subtropiskt. Den högsta höjden är på cirka 245 m ö.h. (1).
Befolkningen uppgår till ca 80 invånare. Förvaltningsmässigt tillhör ön Toshima-mura (2) som är en del i Kagoshima prefekturen.
Ön kan bara nås med fartyg då den saknar flygplats, det finns regelbundna färjeförbindelse med staden Kagoshima på fastlandet. Restiden är ca 9 timmar.

## Historia
Det är osäkert när Tokaraöarna upptäcktes, de första dokumenterade omnämnandena finns i boken Nihonshoki från 720-talet.
Taira-jima tros ha varit en av tillflyktsorterna för Heikeklanen efter att denne förlorade kampen om makten mot Minamotoklanen i Gempei-kriget mellan 1080 till 1085.
Öarna utgjorde fram till 1624 en del i det oberoende kungadöme, Kungariket Ryukyu.
1609 invaderades Ryūkyūriket av den japanska Satsumaklanen under den dåvarande Daimyo som då kontrollerade större delen av södra Japan. Öarna införlivades i Satsumariket kring 1624.
1879 under Meijirestaurationen införlivades sedan Satsumariket i Japan, och öarna blev först del i länet Ōsumi no Kuni (Ōsumi provinsen) och senare del i Kagoshima prefekturen.
Under Andra världskriget ockuperades området våren 1945 av USA som förvaltade öarna fram till 1953 då de återlämnades till Japan.